# Distrito de Siraha
El distrito de Siraha es uno de los seis distritos que conforman la Zona de Sagarmatha, en Nepal.

## Comités de desarrollo rural

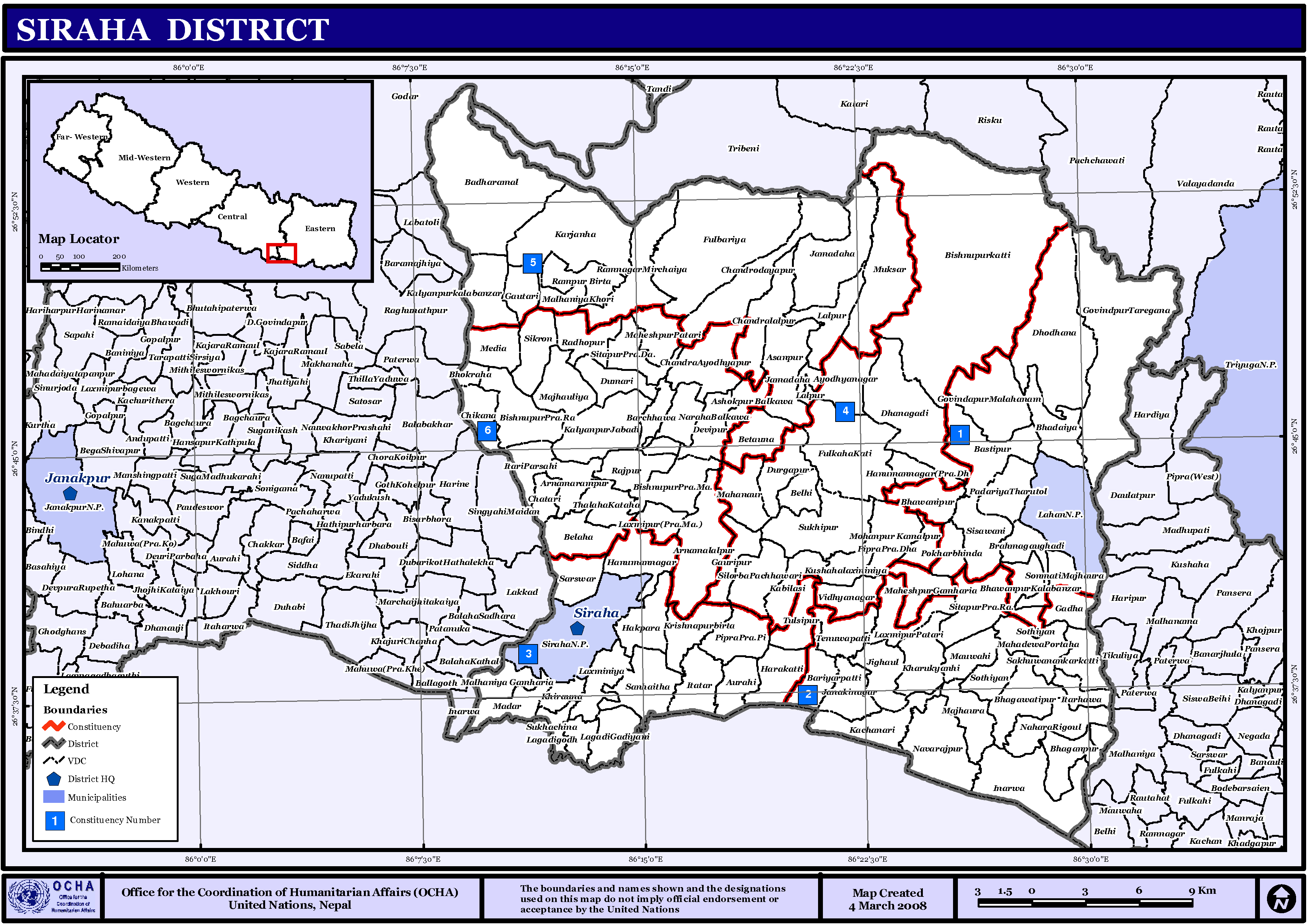
Mapa de los comités de desarrollo rural en el distrito de Siraha.

En el distrito se encuentran los siguientes comités de desarrollo rural.
- Arnama Lalpur
- Arnama Rampur
- Asanpur
- Ashokpur Balkawa
- Aurahi
- Ayodhyanagar
- Badharamal
- Barchhawa
- Bariyarpatti
- Basbita
- Bastipur
- Belaha
- Belhi
- Betauna
- Bhadaiya
- Bhagawanpur
- Bhagawatipur
- Bhawanipur
- Bhawanpur
- Bhokraha
- Bishnupur Pra. Ma.
- Bishnupur Pra. Ra.
- Bishnupur Katti
- Brahmagaughadi
- Chandra Ayodhyapur
- Chandralalpur
- Chandrodayapur
- Chatari
- Chikana
- Devipur
- Dhangadi
- Dhodhana
- Dumari
- Durgapur
- Fulbariya
- Fulkaha Kahi
- Gadha
- Gauripur
- Gautari
- Govindapur Malahanama
- Govindpur Taregana
- Hakpara
- Hanuman Nagar
- Harakathi
- Inarwa
- Itarhawa
- Itari Parsahi
- Itatar
- Jamadaha
- Janakinagar
- Jighaul
- Kabilasi
- Kachanari
- Kalyanpur Jabadi
- Kalyanpurkalabanzar
- Karjanha
- Kharukyanhi
- Khirauna
- Krishnapur Birta
- Kushahalaxininiya
- Lagadi Gadiyani
- Lagadigoth
- Lahan
- Lalpur
- Laxminiya
- Laxmipur (Pra. Ma.)
- Laxmipur Patari
- Madar
- Mahadewa Portaha
- Mahanaur
- Maheshpur Gamharia
- Maheshpur Patari
- Majhauliya
- Majhaura
- Makhanaha
- Malhaniya Gamharia
- Malhaniyakhori
- Mauwahi
- Media
- Mohanpur Kamalpur
- Muksar
- Nahara Rigoul
- Naraha Balkawa
- Navarajpur
- PadariyaTharutol
- Pipra Pra. Dha.
- Pipra Pra. Pi
- Pokharbhinda
- Radhopur
- Rajpur
- Ramnagar Mirchaiya
- Rampur Birta
- Sakhuwanankarkatti
- Sanhaitha
- Sarshwar
- Sikron
- Silorba Pachhawari
- Siraha
- Sisawani
- Sitapur Pra. Da.
- Sitapur Pra. Ra.
- Sonmati Majhaura
- Sothayan
- Sukhachina
- Sukhipur
- Tenuwapati
- Thalaha Kataha
- Thegahi
- Tulsipur
- Vidhyanagar